# دخلت في حياتي (أغنية)
أغنية You Stepped Into My Life أطلقها البي جيز في سبتمبر 1976 في ألبوم أطفال العالم (ألبوم). كما صدرت أيضا في الوجه الثاني من أغنية  "Love So Right" التي كتبها باري وروبن وموريس جيب. في كندا، هذه الاغنية وقع الاختيار على يها لتكون في الوجه الأول لاغنية "Love So Right". في اسكاندينفيا وإنجلترا صدرت كسنجل في الوجه الأول مع  "Love So Right".